# Brachypeza brevitibia
Brachypeza brevitibia är en tvåvingeart som beskrevs av Van Duzee 1928. Brachypeza brevitibia ingår i släktet Brachypeza och familjen svampmyggor.
Artens utbredningsområde är Kalifornien. Inga underarter finns listade i Catalogue of Life.